# 33814 Viswesh
33814 Viswesh è un asteroide della fascia principale. Scoperto nel 2000, presenta un'orbita caratterizzata da un semiasse maggiore pari a 2,5781124 UA e da un'eccentricità di 0,1640204, inclinata di 3,28880° rispetto all'eclittica.